# Lionel Shriver
Lionel Shriver (Gastonia, Észak-Karolina, 1957. május 18. –) amerikai író, újságíró. Legismertebb regénye a Beszélnünk kell Kevinről.

## Magánélet
Születési neve Margaret Ann Shriver, de tizenöt éves kora óta nem hivatalosan a Lionel keresztnevet használja.
Házas, férje Jeff Williams jazzdobos.
Lionel Shriver a connecticut-i New Milford-ban a Buck's Rock alkotótáborban kovácsmesterséget tanított.

## Írásai

### Regények
Lionel Shriver 2003-ig bezárólag hét regényt írt (ezek közül hat jelent meg nyomtatásban), amikor hosszabb szünet után elkészült legismertebb műve, a Beszélnünk kell Kevinről. Shriver korábbi művei szerteágazó témákat ölelnek fel, közös vonásuk, hogy főszereplői nem hagyományos, szimpatikus karakterek, nehéz szeretni őket. A Beszélnünk kell Kevinről 2005-ben elnyerte az egyik legrangosabb brit irodalmi díjat, a Nők szépprózai díját. A regény központi szereplője Eva, akinek fia, a címszereplő Kevin iránti ambivalens érzelmei szerepet játszhatnak abban, hogy a fiú meggyilkolja kilenc középiskolai társát. A regény éles visszhangot váltott ki, népszerűségét az olvasók visszhangjának köszönheti.
„Gyakran megkérdezik tőlem, van-e személyes vonatkozása a Kevin történetének, de az a helyzet, hogy nincsen benne semmi különleges, még csak nem is jobb, mint a korábbi könyveim. Olyan témába botlottam, amely épp megérett a feldolgozásra, és számomra is meglepő módon megtalálta a közönségét.”
A Kevin óta eltelt 13 évben öt regénye jelent meg.

### Újságírás
Cikkei jelentek meg a Wall Street Journal, a Financial Times, a New York Times, az Economist hasábjain, közreműködött a Radio Ulster egyik programjában és egyéb kiadványokban.

## Regényei
- The Female of the Species (1986)
- Checker and the Derailleurs (1987)
- The Bleeding Heart (1990)
- Ordinary Decent Criminals (1992)
- Game Control (1994)
- A Perfectly Good Family (1996)
- Double Fault (1997)
- Beszélnünk kell Kevinről (2003, magyarul 2010)
- Születésnap után (2007, magyarul 2014)
- Ennyit erről (2010 magyarul 2011)
- The New Republic (2012)
- Nagy testvér (2013, magyarul 2016)
- The Mandibles (2016)

## Magyarul megjelent művei
- Beszélnünk kell Kevinről; ford. Komló Zoltán; Gabo, Bp., 2010
- Ennyit erről; ford. Komló Zoltán; Gabo, Bp., 2011
- Születésnap után; ford. Komló Zoltán; Gabo, Bp., 2014
- Nagy testvér; ford. Komló Zoltán; Gabo, Bp., 2016
- A Mandible család, 2029–2047; ford. Komló Zoltán; Gabo, Bp., 2017

## Fordítás
- Ez a szócikk részben vagy egészben  a   Lionel Shriver című angol Wikipédia-szócikk ezen változatának fordításán alapul.  Az eredeti cikk szerkesztőit annak laptörténete sorolja fel. Ez a jelzés csupán a megfogalmazás eredetét és a szerzői jogokat jelzi, nem szolgál a cikkben szereplő információk forrásmegjelöléseként.